# Кулежув
Кулежув (пол. Kulerzów) — село в Польщі, у гміні Могиляни Краківського повіту Малопольського воєводства.
Населення — 231 особа (2011).
У 1975-1998 роках село належало до Краківського воєводства.

## Демографія
Демографічна структура станом на 31 березня 2011 року:
|          | Загалом | Допрацездатний вік | Працездатний вік | Постпрацездатний вік |
| -------- | ------- | ------------------ | ---------------- | -------------------- |
| Чоловіки | 115     | 22                 | 83               | 10                   |
| Жінки    | 116     | 23                 | 70               | 23                   |
| Разом    | 231     | 45                 | 153              | 33                   |